# Angelim
Angelim is een gemeente in de Braziliaanse deelstaat Pernambuco. De gemeente telt 10.385 inwoners (schatting 2009).
De gemeente grenst aan Jupi, Palmeirina, Canhotinho en São João.